# The Compact King Crimson
The Compact King Crimson je druhé výběrové album britské rockové skupiny King Crimson. Vydáno bylo v roce 1986 (viz 1986 v hudbě).
Tato kompilace představuje především výběr skladeb z druhého funkčního období King Crimson mezi lety 1981 a 1984, kdy kapela vydala tři studiová alba. Původně vyšla jako dvojLP, kdy byly písně z tohoto období doplněny druhým diskem se skladbami z debutového alba skupiny In the Court of the Crimson King z roku 1969 a dalšími dvěma písněmi ze 70. let. Později vydaná edice na CD již neobsahuje zmíněné dvě písně ze 70. let, „Cat Food“ a „Red“.

## Seznam skladeb

### Disk 1
1. „Discipline“ (Belew, Bruford, Fripp, Levin) – 5:01
Z alba Discipline. (1981)
2. „Thela Hun Ginjeet“ (Belew, Bruford, Fripp, Levin) – 6:27
Z alba Discipline. (1981)
3. „Matte Kudasai“ (Belew, Bruford, Fripp, Levin) – 3:48
Z alba Discipline. (1981)
4. „Three of a Perfect Pair“ (Belew, Bruford, Fripp, Levin) – 4:13
Z alba Three of a Perfect Pair. (1984)
5. „Frame by Frame“ (Belew, Bruford, Fripp, Levin) – 5:08
Z alba Discipline. (1981)
6. „Sleepless“ (Belew, Bruford, Fripp, Levin) – 5:24
Singl „Sleepless“. (1984)
7. „Heartbeat“ (Belew, Bruford, Fripp, Levin) – 3:56
Z alba Beat. (1982)
8. „Elephant Talk“ (Belew, Bruford, Fripp, Levin) – 4:36
Z alba Discipline. (1981)

### Disk 2
1. „21st Century Schizoid Man“ (Fripp, McDonald, Lake, Giles, Sinfield) – 7:20
  - „Mirrors“

Z alba In the Court of the Crimson King. (1969)
2. „I Talk to the Wind“ (McDonald, Sinfield) – 6:06
Z alba In the Court of the Crimson King. (1969)
3. „Epitaph“ (Fripp, McDonald, Lake, Giles, Sinfield) – 8:49
  - „March for No Reason“
  - „Tomorrow and Tomorrow“

Z alba In the Court of the Crimson King. (1969)
4. „Red“ (Fripp) – 6:16
Z alba Red. (1974)
5. „Cat Food“ (Fripp, Sinfield, McDonald) – 2:46
Zkrácená verze ze singlu „Cat Food“. (1970)
6. „The Court of the Crimson King“ (McDonald, Sinfield) – 9:22
  - „The Return of the Fire Witch“
  - „The Dance of the Puppets“

Z alba In the Court of the Crimson King. (1969)